# Lorenzo Serra Ferrer
Lorenzo Serra Ferrer (La Puebla, Baleares, 5 de marzo de 1953) es un entrenador de fútbol español. Se caracteriza por unos planteamientos ofensivos que hace que sus equipos desarrollen un fútbol alegre y espectacular. Suele jugar con extremos, al estilo del fútbol que promulgaba Johan Cruyff, de quien Serra Ferrer siempre se ha manifestado admirador.[cita requerida]

## Biografía

### Inicios futbolísticos
Se inició como entrenador en la UD Poblense de su pueblo natal, al que entrenó durante tres temporadas con dos campeonatos de Tercera División y un histórico ascenso a 2.ªB.
En el año 1985, fichó por el Real Club Deportivo Mallorca, con el que ascendió a Primera División al año siguiente y terminó sexto en la temporada sucesiva. Dimitió en marzo de 1988, pero volvería al conjunto bermellón en 1989, y lo clasificó para su primera final de la Copa del Rey en 1991, que perdió en la prórroga contra el Club Atlético de Madrid. Finalmente, se desvinculó del club balear en 1993.

### Real Betis. Primera época
Sus mayores éxitos le llegaron dirigiendo al Real Betis Balompié al que llegó en marzo de 1994. Asumió el equipo en segunda división a doce jornadas para terminar la liga y logró el ascenso esa temporada.  Al año siguiente, el Betis fue el equipo revelación en primera, finalizó en tercera posición y se clasificó para la copa de la UEFA. Fue el menos goleado de la categoría, lo que supuso la segunda mejor clasificación histórica del club.
En la temporada 1995-1996, lo llevó al octavo puesto la Liga. En la 1996-97 repitió entre los cuatro primeros y alcanzó la final de la Copa del Rey, en la que cayó ante el FC Barcelona en la prórroga. Pocos días antes de la final, se filtró un acuerdo entre Serra, al que restaba aún un año de contrato con el Betis, y el F.C. Barcelona para dirigir el fútbol base de este.

### Fichaje por el F. C. Barcelona
Sus éxitos como entrenador verdiblanco le llevaron a fichar por el F. C. Barcelona en 1997, aunque durante tres años, con el neerlandés Louis van Gaal en el banquillo, trabajó como director del fútbol base de la entidad azulgrana. El verano de 2000 el nuevo presidente del club, Joan Gaspart, le confió el banquillo del primer equipo del F. C. Barcelona, así como la dirección técnica del club, cubriendo los puestos dejados por la marcha de van Gaal. Pese a las grandes inversiones económicas en contrataciones, incluyendo el fichaje más caro de la historia del club en esa momento —36 millones por Marc Overmars—, la temporada 2000-2001 no fue buena. En la Liga de Campeones los barceloneses cayeron eliminados en la primera liguilla, tras una inesperada y contundente derrota por 3 a 0 ante el Beşiktaş JK turco. El 22 de abril de 2001, en la jornada 31, fue destituido como entrenador azulgrana tras perder en el estadio El Sadar de Pamplona, ante el Club Atlético Osasuna, por 3 a 1. En ese momento el F. C. Barcelona ya estaba quinto, a 17 puntos del líder, el Real Madrid C. F., y corría peligro, a siete jornadas del final del campeonato, de no clasificarse para disputar la UEFA Champions League de la temporada siguiente. Fue sustituido en el banquillo por Carles Rexach, aunque continuó como director técnico del club hasta julio de 2002.

### Regreso al Real Betis Balompié
Tras un par de temporadas alejado de los banquillos, el año 2004 inició su segunda etapa en el banquillo del Real Betis Balompié. En la temporada 2004-2005 logró que el equipo hiciera una de las mejores campañas de su historia, clasificándose en 4.ª posición en la Liga, hecho que permitió al Betis disputar y pasar la fase de clasificación para jugar la UEFA Champions League de la temporada 2005-2006. Además, el Real Betis Balompié de Serra Ferrer se proclamó campeón de la Copa del Rey, disputada en el Estadio Vicente Calderón de Madrid, al derrotar a Club Atlético Osasuna por 2-1, en la prórroga, con goles de Ricardo Oliveira y Dani por parte del Real Betis Balompié, y John Aloisi por parte del Club Atlético Osasuna. Pero tras una decepcionante temporada 2005-06, donde el equipo no pudo pasar del 14.º puesto en la Liga, fue eliminado en la liguilla de Champions League y cayó en octavos de final de la Copa UEFA frente al Steaua Bucarest, Serra Ferrer terminó su contrato con el Real Betis Balompié el 30 de junio de 2006.

### Fichaje por el AEK Atenas FC
En la temporada 2006-2007, dirigió al AEK Atenas FC griego, equipo con el que fue subcampeón de la Superliga griega en su primer curso. Fue destituido el 11 de febrero de 2008, cuando el equipo iba tercero, a dos puntos del segundo y cuatro del líder.

### Accionista mayoritario del RCD Mallorca
Tras adquirir el paquete accionarial que estaba en manos de Mateo Alemany el 28 de junio de 2010, se convirtió en el dueño del club. Posteriormente fue nombrado vicepresidente y director deportivo, además de máximo accionista del Mallorca. En la temporada 2010/11, la cual fue su primera como máximo accionista, fichó al entrenador danés Michael Laudrup para relevar a Gregorio Manzano y llegaron los jugadores Jonathan de Guzmán, Joao Victor, Ratinho y Fernando Cavenaghi. También los jugadores de la cantera cedidos la pasada campaña Pau Cendrós, Emilio Nsue y Martí Crespí se quedaron en el equipo y los jugadores del filial Michael Pereira, Sergi Enrich, Tomás Pina y Kevin subieron al primer equipo. La temporada fue de más a menos, pues el equipo era 9.º con 27 puntos al terminar la primera vuelta y finalizó la temporada salvándose de forma agónica en la última jornada gracias a la derrota del Deportivo de la Coruña en Riazor ante el Valencia C. F..
La temporada 2011/12 debutó en casa con victoria 1-0 contra el RCD Espanyol, pero el 2 de septiembre de 2011 se inició un enfrentamiento entre Lorenzo Serra Ferrer y el entrenador Michael Laudrup por el traspaso de última hora de Jonathan de Guzmán y el fichaje fuera de plazo del delantero Marvin Ogunjimi. El 27 de septiembre de 2011, Michael Laudrup y el Mallorca deciden acabar con su vinculación de mutuo acuerdo, ya que consideraron que era lo mejor para ambas partes. El 3 de octubre, Serra Ferrer anuncia durante una rueda de prensa que ha llegado a un principio de acuerdo con Joaquín Caparrós para que coja las riendas del equipo, produciéndose al día siguiente la presentación oficial del técnico sevillano como nuevo entrenador mallorquinista.
Caparrós debutó con un empate en la jornada n.º 8 1-1 contra el Valencia en el Iberostar Estadi. Finalmente, el 21 de abril de 2012, tras ganar 1-0 al Real Zaragoza en el Iberostar Estadi, el equipo consigue la permanencia en Primera División a falta de cuatro jornadas para el final. Incluso al final llegó a la última jornada de liga dependiendo de sí mismo para clasificarse a la UEFA Europa League, pero perdió en el Santiago Bernabéu ante el Real Madrid, finalizando 8.º con 52 puntos y siendo esta la mejor temporada de su etapa como propietario bermellón.
Para temporada 2012/13, se consiguió renovar a Joaquín Caparrós para que liderara la nave bermellona una temporada más, además de fichar a jugadores como Giovanni Dos Santos, Javi Márquez o Antonio López, empezando la campaña muy fuerte con victorias en casa ante Espanyol, Real Sociedad y Valencia CF y empatando fuera ante el Málaga CF y Osasuna. Sin embargo, tras ese espectacular inicio, el equipo encadena la peor racha de resultados desde el último ascenso a Primera División, coincidiendo también con una plaga de ocho lesionados de gravedad, obteniendo tan sólo 6 de los últimos 51 puntos disputados. Tras una nueva derrota en el campo de la Real Sociedad por 3-0, el 4 de febrero de 2013 Serra Ferrer decide, de mutuo acuerdo con el propio Joaquín Caparrós, rescindir el contrato del entrenador utrerano y de su cuerpo técnico. Al día siguiente, el 5 de febrero de 2013, el club anunciaba el acuerdo alcanzado con Gregorio Manzano para dirigir la primera plantilla hasta final de temporada con opción a otra más en el caso de lograr la permanencia en Primera División. De esta manera, el técnico de Bailén iniciaba su tercera etapa al frente del primer equipo, medida que dividió al mallorquinismo y levantó una gran polvareda entre la opinión pública, pues la salida de Manzano del club en 2010 había sido muy polémica tras negarse a firmar el convenio de acreedores y haber denunciado a Mateu Alemany por impago e incluso pidió la disolución del club. En su primer entrenamiento en la ciudad deportiva Manzano fue recibido con abucheos, insultos y cánticos por aficionados mallorquinistas. La llegada del técnico jienense no supuso el revulsivo esperado y el Mallorca descendió a Segunda División a pesar de ganar al Real Valladolid en la última jornada, condenado por la victoria del Celta de Vigo.
Después de confirmarse el descenso, Serra Ferrer descartó la continuidad de Gregorio Manzano y apostó por José Luis Oltra, avalado por sus ascensos con el Club Deportivo Tenerife y Real Club Deportivo de la Coruña con el objetivo de devolver al RCD Mallorca a Primera División. Así, la temporada 2013/14 se inició con el objetivo de conseguir el ascenso, pero el mal inicio del equipo y el caos institucional en el que está sumido el club hacen que el objetivo real sea la permanencia en segunda. Iniciada la segunda vuelta, con el equipo en tierra de nadie en la clasificación, se destituyó a José Luis Oltra, fichando a Lluís Carreras. Con Carreras el equipo empeoró, pasando de estar a dos puntos del "play-off" para el ascenso a dos puntos sobre el descenso. Como medida desesperada, el club despidió a Carreras y puso en su lugar al exjugador bermellón Javier Olaizola con el objetivo de lograr la permanencia en Segunda a falta de tres jornadas. Finalmente se consigue la permanencia en la categoría de plata, pero la temporada ha sido desastrosa en el ámbito deportivo y en lo institucional con los cuatro accionistas enfrentados entre sí, imposibilitando gobernar el club. Ante este panorama, Serra Ferrer anunció su marcha de la entidad en julio de 2014.

### Retorno al Real Betis Balompié
Tras años retirado de los banquillos, Lorenzo Serra Ferrer fue anunciado el 10 de mayo de 2017 como vicedirector deportivo del Real Betis Balompié, donde tomó las riendas deportivas de la entidad, para redirigir la situación del club.
A su llegada, con Quique Setién como entrenador, pone en sus manos un plantel reforzado con nombres como Cristian Tello, Zou Feddal, Ryad Boudebouz, Antonio Barragán, Víctor Camarasa, Andrés Guardado, Sergio León, Javi García o Joel Campbell, lo que irá acompañado de innumerables bajas entre las que destaca la del internacional sub-21 Dani Ceballos. Está planificación se vio aumentada en el siguiente mercado invernal con la llegada de Marc Bartra procedente del Borussia Dortmund por 10,5 millones de euros.
Tras una monumental victoria en el Sánchez Pizjuán ante el Sevilla Fútbol Club por un histórico 3-5, el Real Betis enlaza una espectacular racha de resultados que catapultó al club a los puestos de clasificación directa para la Europa League, culminando una temporada extraordinaria para los verdiblancos, pero la siguiente temporada es un "desastre" pues el equipo heliopolitano ni se clasifica para Europa, cae en la Copa del Rey, cuya final se jugaría en su estadio y caería eliminado ante el Stade Rennais en dieciseisavos de final de la Europa League. Esos hechos provocan que Lorenzo plantee la destitución de Quique Setién, y tras hacerse efectiva, se anuncia una reestructuración de la faceta deportiva del club en la que Serra Ferrer se ve relegado a un segundo plano sin ningún poder de decisión lo que lleva a abandonar el club tras no aceptar la oferta de cambio de funciones y condiciones propuesta por los consejeros delegados.
Actualmente está vinculado al grupo accionarial "Es posible otro Betis" como oposición a la actual Junta directiva Bética del presidente Ángel Haro.

## Trayectoria
| Club                             | País   | Año       | P   | PG  | PE | PP | % v.  |
| -------------------------------- | ------ | --------- | --- | --- | -- | -- | ----- |
| R.C.D. Mallorca                  | España | 1983-1984 | 1   | 0   | 0  | 1  | 0     |
| R.C.D. Mallorca                  | España | 1985-1992 | 281 | 110 | 73 | 99 | 39.14 |
| Real Betis Balompié              | España | 1994-1997 | 57  | 26  | 21 | 20 | 45.61 |
| F. C. Barcelona (cuerpo técnico) | España | 1997-2000 | 171 | 95  | 32 | 44 | 55.56 |
| F. C. Barcelona                  | España | 2000-2001 | 54  | 24  | 15 | 12 | 44.44 |
| Real Betis Balompié              | España | 2004-2006 | 93  | 32  | 29 | 32 | 34.41 |
| AEK Atenas FC                    | Grecia | 2006-2008 | 70  | 38  | 12 | 20 | 54.29 |

## Títulos

### Como entrenador
| Título       | Club                | País   | Año  |
| ------------ | ------------------- | ------ | ---- |
| Copa del Rey | Real Betis Balompié | España | 2005 |

#### Otros logros
- 1 Subcampeonato de la Copa del Rey: 1997, con el Real Betis Balompié
- 1 Subcampeonato de la Copa del Rey: 1991, con el Real Club Deportivo Mallorca
- 1 Subcampeonato de la Supercopa de España: 2005, con el Real Betis Balompié